# Solutréenkulturen

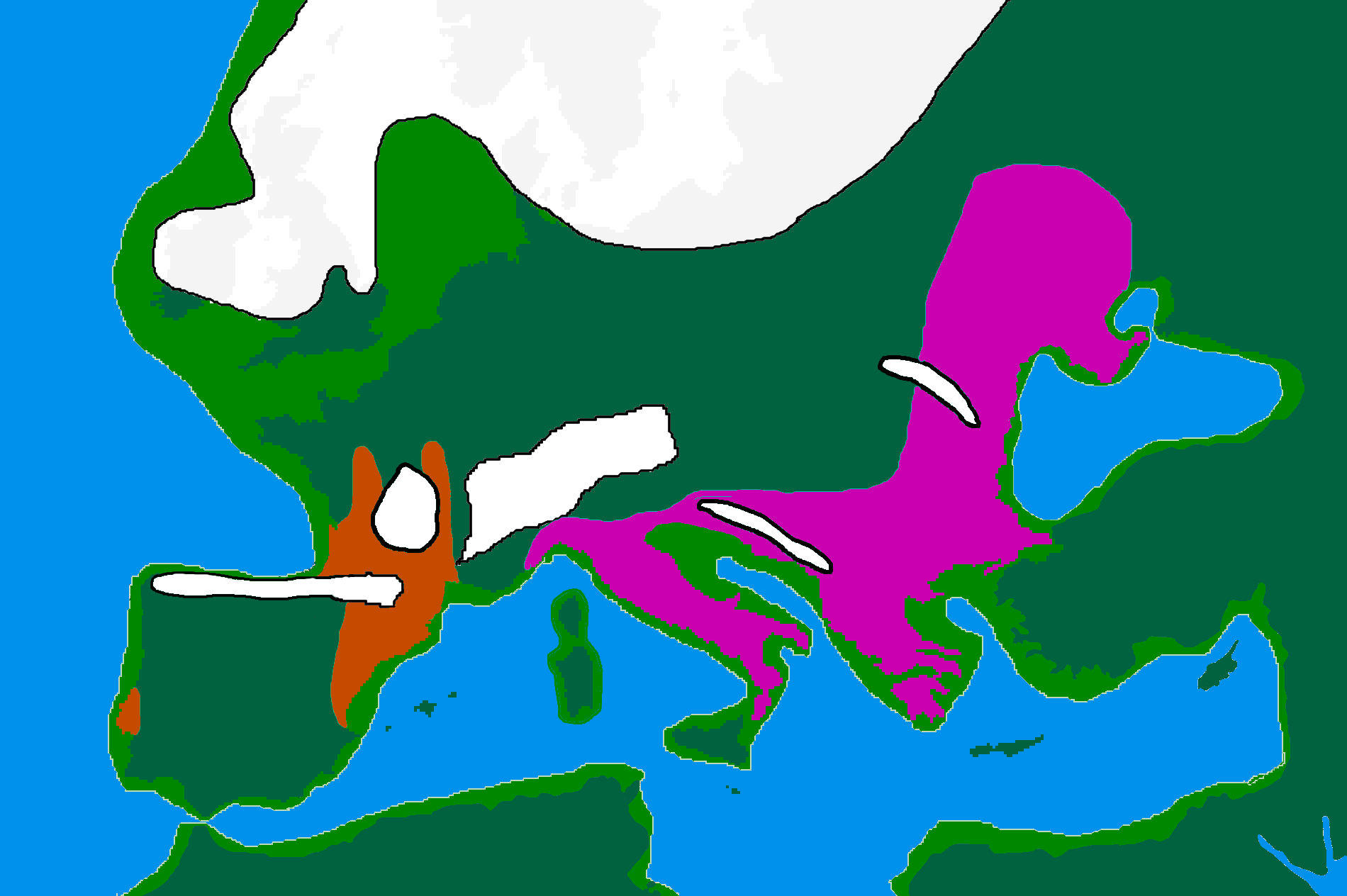
Solutréenkulturens utbredning
Solutréenkultur och Proto-solutréenkultur
Epi-gravettiankultur

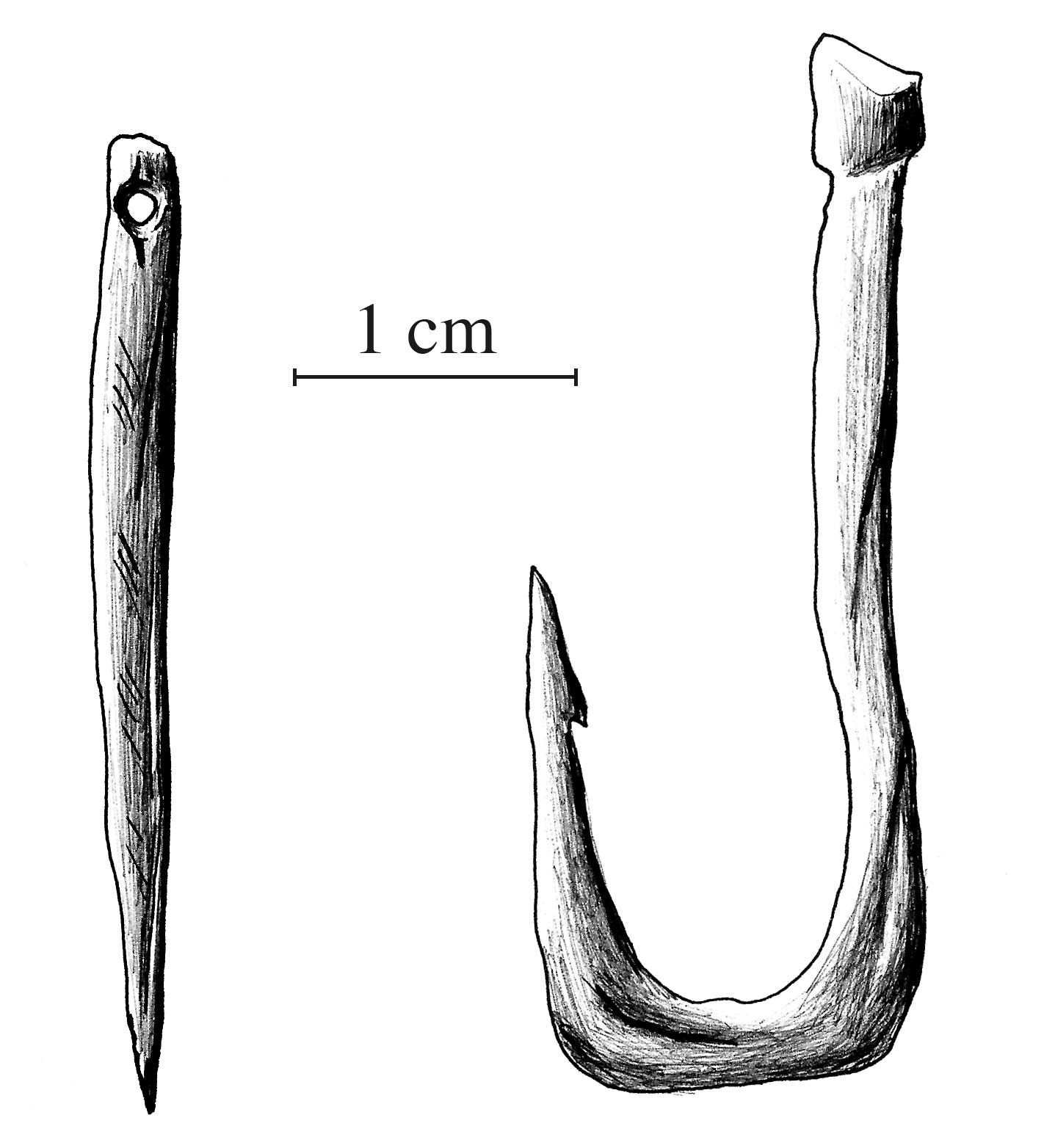
Solutréenkulturen är den första kultur varifrån nålar är kända

Solutréenkulturen kan dateras till omkring 21000 - 16000 f.Kr. Kulturgruppen är uppkallad efter en fyndplats i sydvästra Frankrike, La Solutré. En perfekt ytretuschering på s.k. lagerbladspetsar är ett typiskt kännetecken. De tidigaste kända bennålarna ingår i solutréenmaterialet.
Solutréentraditionen överlagrade gravettienkulturen. Den var i sina första stadier begränsad till sydvästra Frankrike, men spred sig så småningom till olika delar av Iberiska halvön. I Frankrike gör den ur alla synpunkter intryck av att vara en inhemsk utveckling. Bland annat tycks grottkonsten, bland annat i Altamira, ha fortsatt utan avbrott från gravettien genom solutréen och nått sin höjdpunkt under den övertagande magdalénienkulturen, och därtill tycks de lagerbladsspetsar med flathuggning på bara ena sidan, som ofta betraktas som något av en symbol för solutréen, av allt att döma ha utvecklats ur de spetsar med grund tillhuggning på endast ena sidan som dök upp under äldre solutréen. Lagerbladsspetsar, som näppeligen kan förknippas direkt med dessa från mellersta solutréen, förekom i den ungerska szeletienkulturen och i flera av de sydryska kulturerna från yngre paleolitikum. I båda fallen tycks de stamma från mellanpaleolitiska traditioner inom flintbearbetningen.
Solutréens sista stadium kännetecknades i östra Spanien av något som förefaller som hulling- eller tångeförsedda pilspetsar och i Frankrike av små spån med retuscherad rygg och nålar med ögon av typer som också påträffas under första fasen av nästa period, magdalénien.